# Pánafrikanizmus
A pánafrikanizmus egy olyan ideológia vagy mozgalom, amely az afrikai összetartozás jegyében született. Célja az afrikai egység létrehozása, amely nélkülözhetetlen a gazdasági, szociális és politikai folyamatok sikeréhez, az afrikai nép felemelkedéséhez.
A pánafrikanizmus feltételezi, hogy az afrikai országok és emberek sorsa egybefonódott, és hite szerint az afrikai emberek, éljenek akár a kontinensen, vagy akár diaszpórában, nem pusztán közös történelemmel bírnak, hanem közös végzettel is.
A legnagyobb, a pánafrikanizmus eszméjét felkaroló szervezet az Afrikai Unió.

## Áttekintés
Az ideológiát egyaránt karolják fel kormányzati szinten, és élteti spontán népi mozgalom. Fő hirdetői közé olyan politikusok tartoztak, mint Kwame Nkrumah, Moammer Kadhafi vagy Thomas Sankara.
A mozgalom hite szerint egy összafrikai szövetség globális szinten is tényezővé tenné az afrikaiakat.
Az egyesült afrikai nemzetek képesek lennének gazdasági, politikai és szociális téren hatékonyan fellépni, és a nemzetközi aktorok más nagy nemzetközi aktorok mellett, mint az EU vagy az USA, a nemzetközi porondon fellépni.

## A mozgalom eredete
A pánafrikanizmus ideológiája összefogja a kontinens történelmi, kulturális, művészeti, tudományos és filozófiai hagyatékát. A mozgalom a történelmi azonosság mellett kiáll az afrikai civilizáció valamint a rabszolgaság, rasszizmus, kolonializmus és az újkolonializmus elleni harc teremtette értékek mellett.
A XIX. század végétől fogva az egyesült Afrikáért indított mozgalmak sorozata indult útjára. Az első pánafrikai szövetség létrehozója Herny Sylvester-Williams volt, akinek szervezésében került sor 1900-ban Londonban az első Pánafrikai Konferenciára.
A XX. század második felében a szocialista blokk ideológiája nagyban hatott a pánafrikanista mozgalmakra, és a hidegháború keltette belső és külső orientációs harcokat, kísérleteket különös módon egészítette ki, értékelte fel az erősödő “tiermondializmus” és a “pánafrikanizmus” hullámjelensége.

## Fordítás
- Ez a szócikk részben vagy egészben a Pan-Africanism című angol Wikipédia-szócikk ezen változatának fordításán alapul.  Az eredeti cikk szerkesztőit annak laptörténete sorolja fel. Ez a jelzés csupán a megfogalmazás eredetét és a szerzői jogokat jelzi, nem szolgál a cikkben szereplő információk forrásmegjelöléseként.